# Смирнов, Всеволод Петрович
Всеволод Петрович Смирнов (2 апреля 1922, Тверская губерния — 21 января 1996, Псков) — русский советский архитектор, реставратор, художник.

## Биография
С 1940 по 1946 г. служил в Красной армии. Дошёл до Берлина. Награждён двумя орденами Красной Звезды, двумя орденами Отечественной войны и многочисленными медалями.
Окончил архитектурный факультет Института живописи, скульптуры и архитектуры им. И. Е. Репина в Ленинграде.
В 1955 году директором псковской «Реставрационной мастерской» приглашён на должность главного архитектора.
Похоронен на Иоанно-Богословском кладбище на Запсковье в Пскове.

### Реставрационные работы
- Церковь Покрова и Рождества от Пролома. Является объектом Всемирного наследия ЮНЕСКО[6].
- Покровская башня (1955—1963 гг.);
- Церковь Ильи Пророка в Выбутах (1955—1957 гг.);
- Часовня Четырёх Святителей Снетогорского монастыря.
- Стены и башни Псково-Печорского монастыря (1960—1968 гг.; соавтор Семенов М. И.);
- Церковь Николая Чудотворца в г. Острове (1963—1964 гг.; соавтор Лебедева В. А.);
- Церковь Воскресения Христова в селе Пустое Воскресение Пыталовского района (1963 г.; соавтор Лебедева В. А.);,
- Дом Осиповых-Вульф в селе Тригорском Пушкинского заповедника (1961 г.).
- Памятник на Могиле неизвестного солдата в Пскове (1974 г.; совместно с Л. П. Катаевым и В. С. Васильковским)

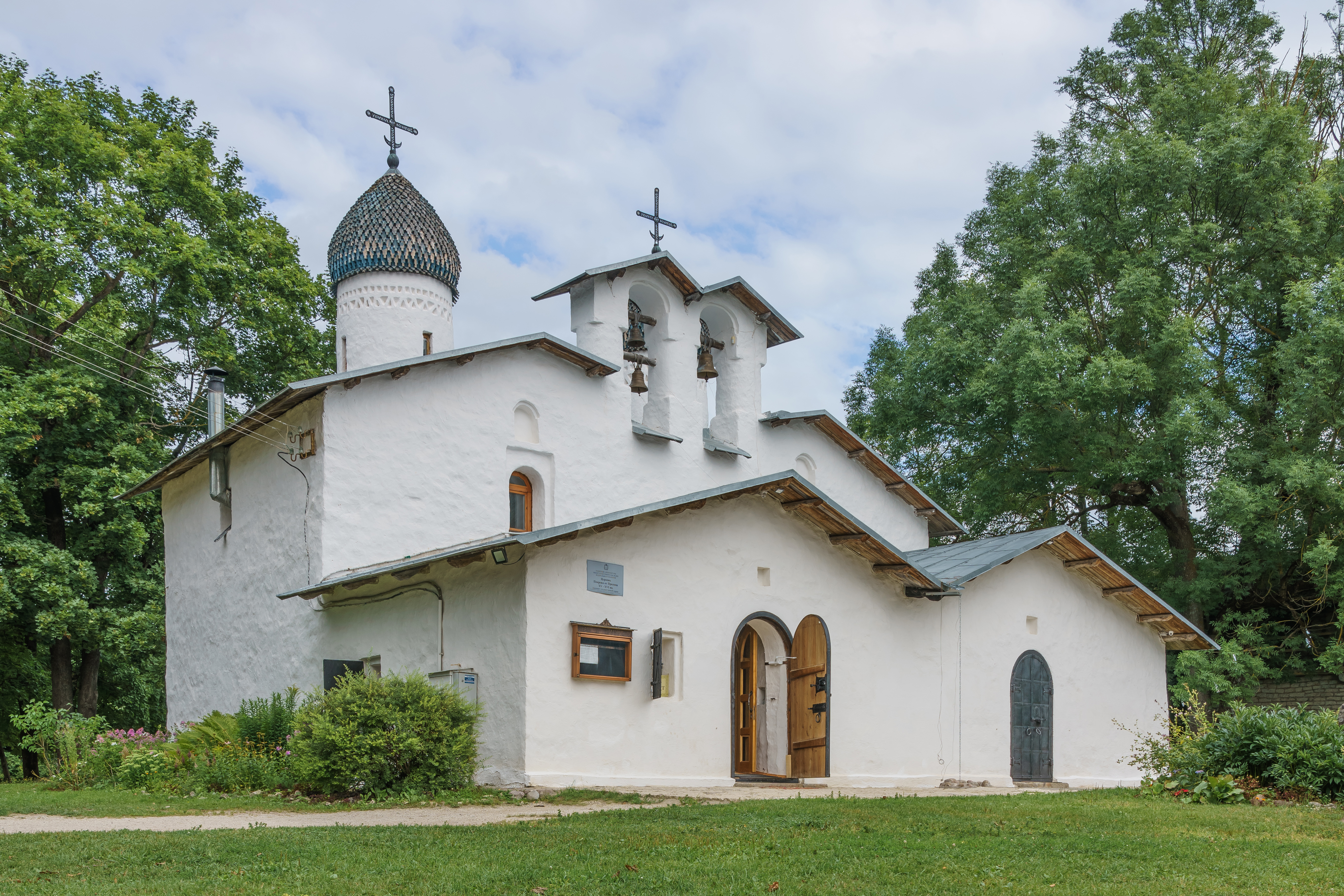
Церковь Покрова и Рождества
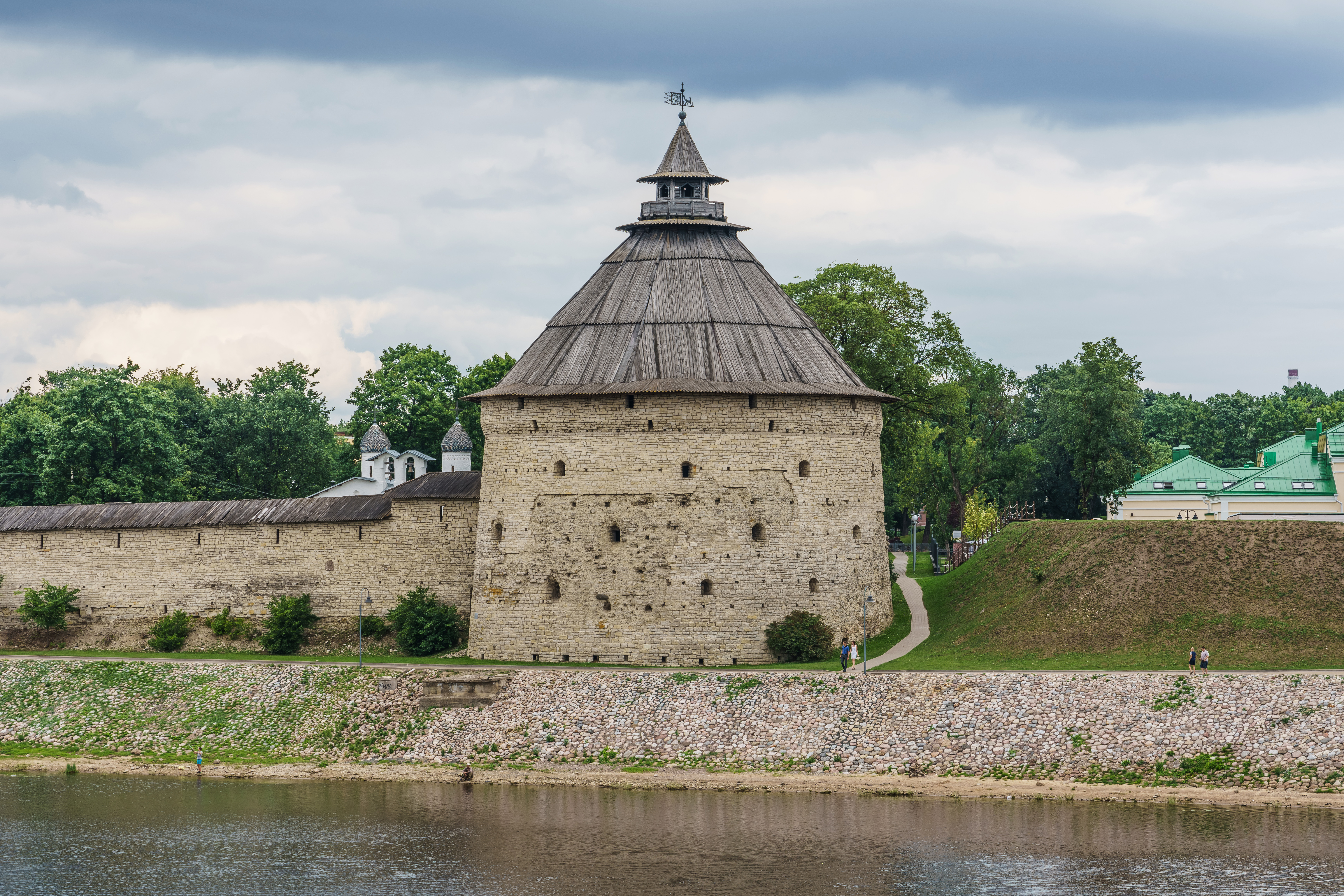
Покровская башня
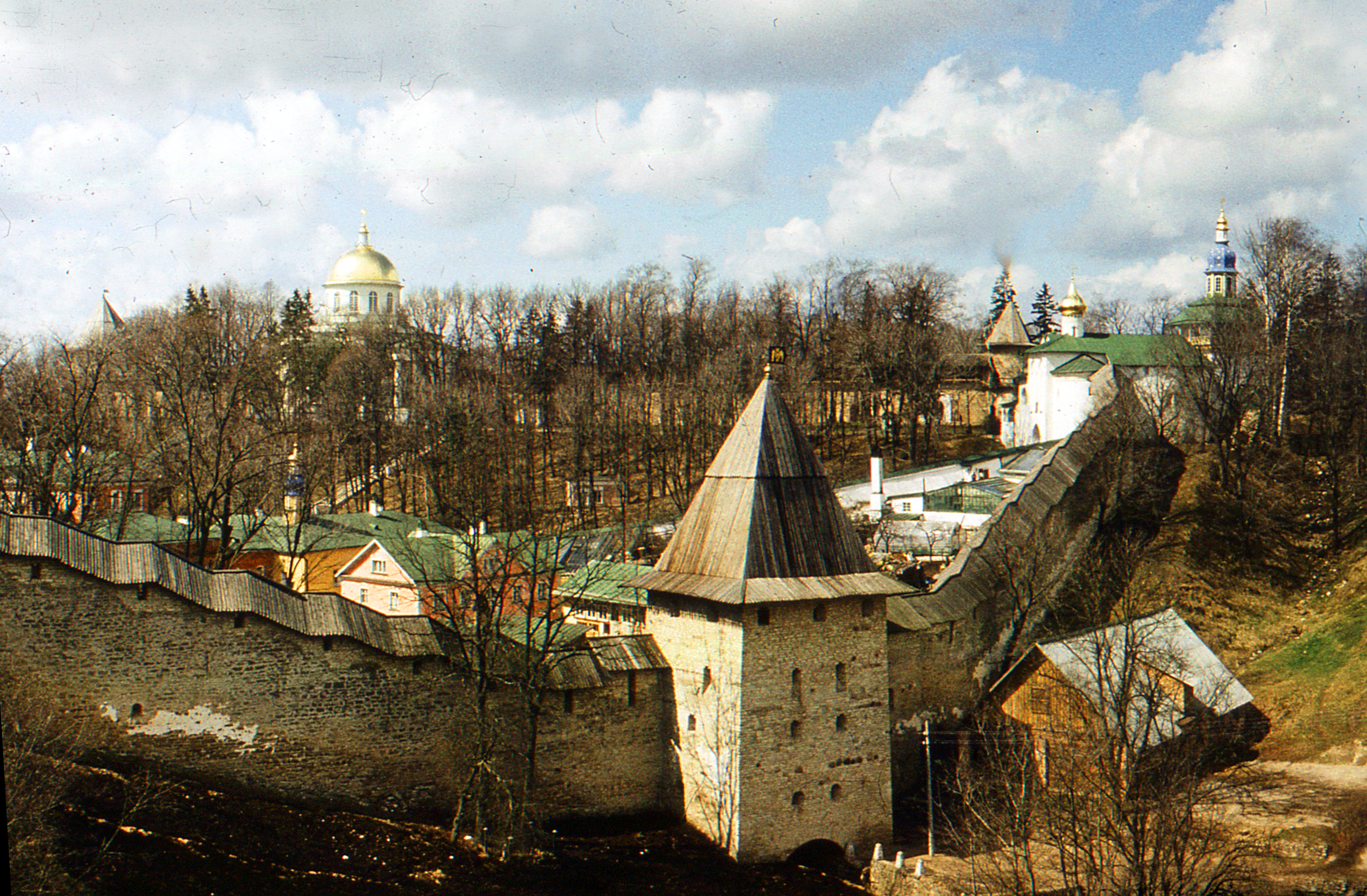
Печорская крепость
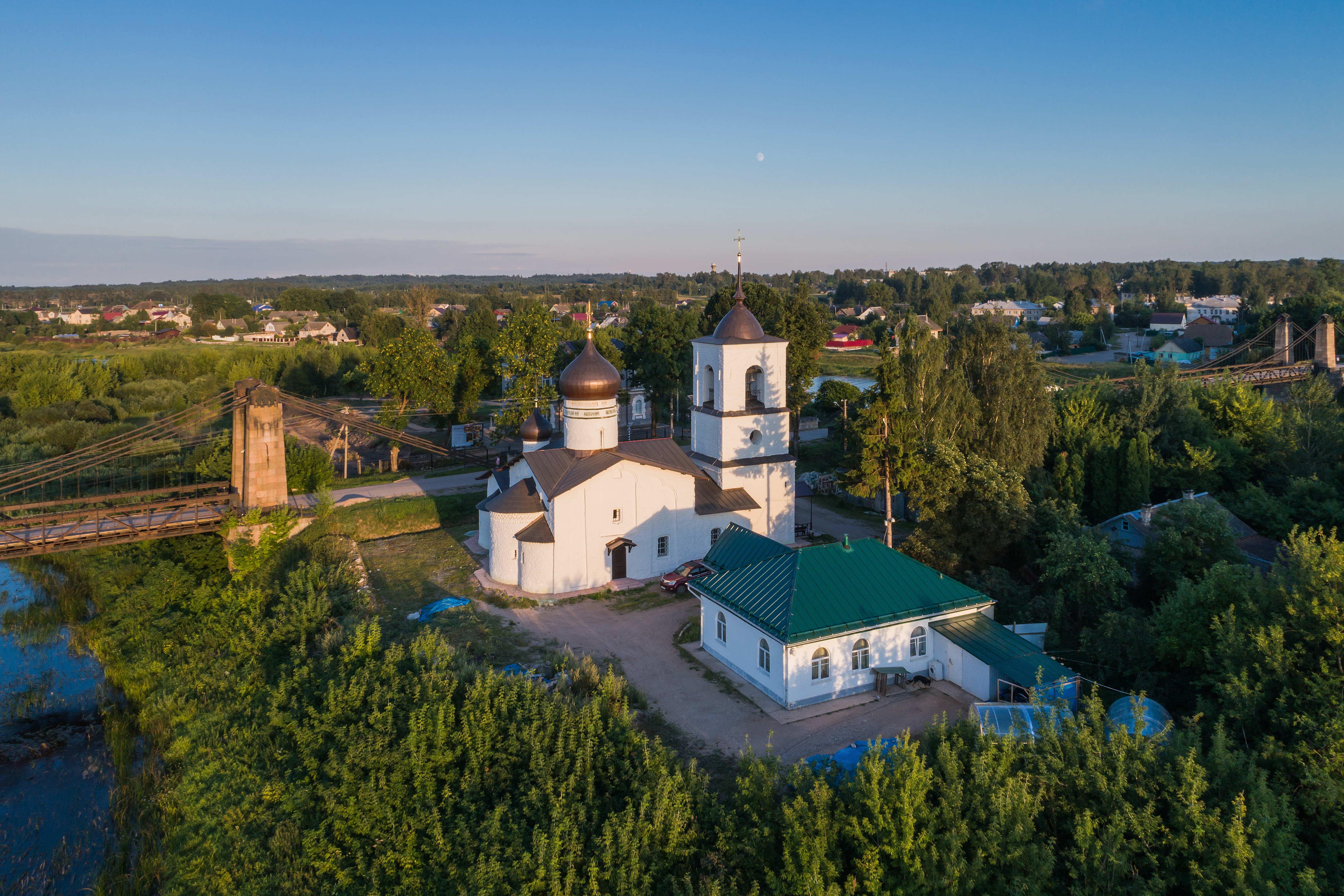
Церковь Св. Николая в Острове
Памятник Неизвестному солдату
Памятник убитым большевикам на Талабских островах

#### Кузнечные работы
- Кованный крест на могиле А. А. Ахматовой в Комарове.
- Прапоры на шатрах Покровской, Власьевской башнях, башне Святых ворот. Воссозданы в 2010 г.[7]

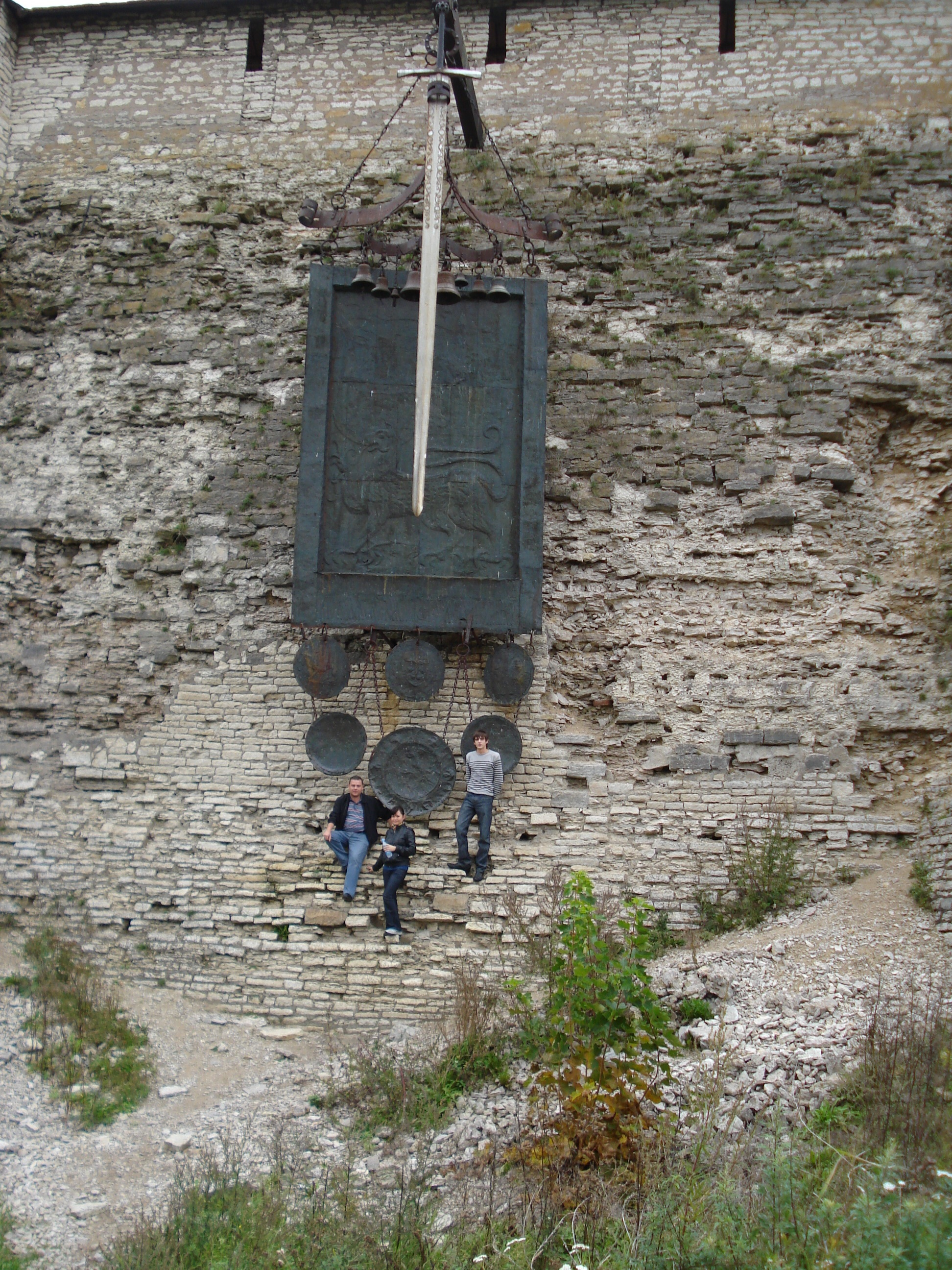
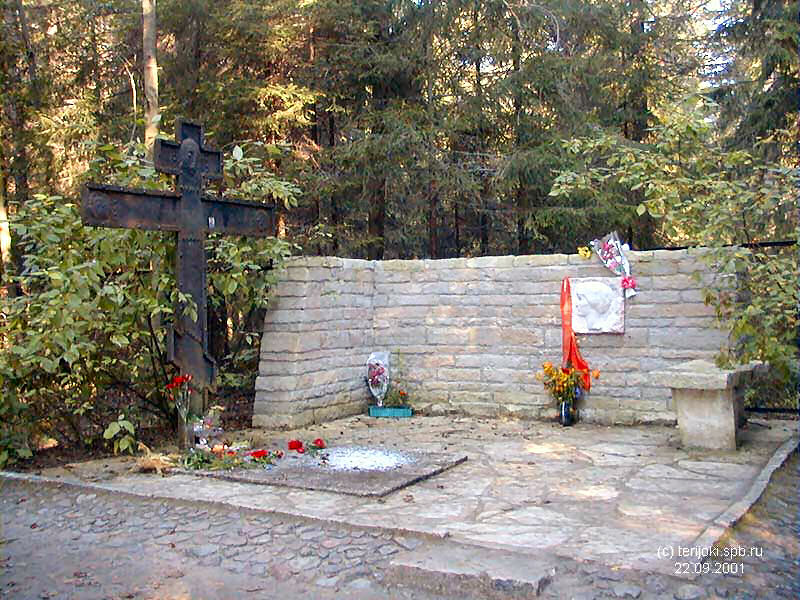
Могила А. А. Ахматовой
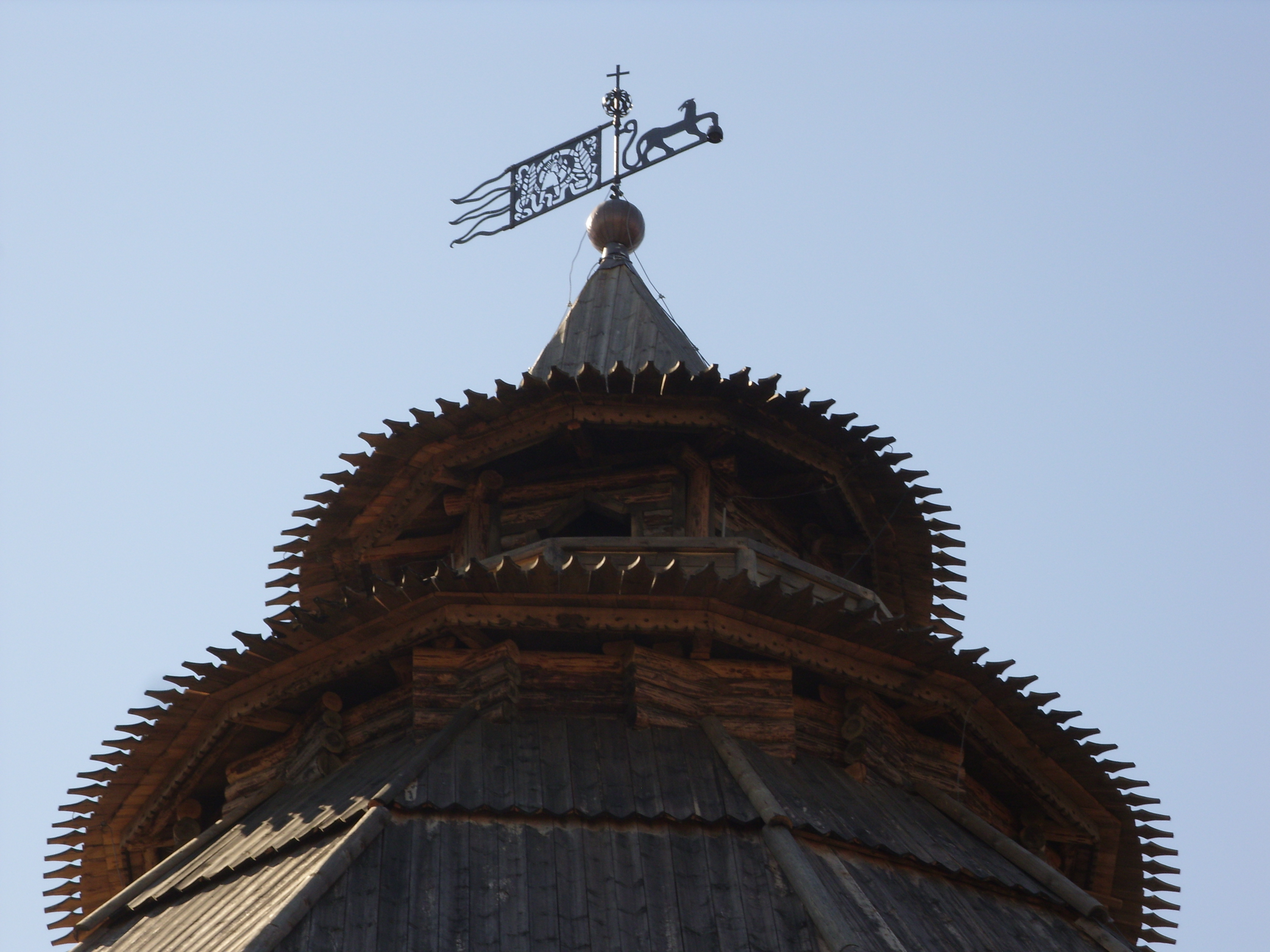
Прапор на шатре Покровской башни

## Память
- В 1996 г. вышло распоряжение об организации музея Вс. П. Смирнова в д. № 16/2 по улице Воеводы Шуйского (в то время — улицы Карла Либкнехта)[8]
- В 1997 году на стене дома № 40 по Октябрьскому проспекту в Пскове установлена мемориальная доска.
- 5 августа 2008 г. в Псковском музее-заповеднике открылась выставка памяти Вс. П. Смирнова: «Кованый металл. Живопись (акварель). Реставрация памятников архитектуры»[9].
- Весной 2012 г. вышла в свет книга «Всеволод Смирнов. Архитектор. Художник. Кузнец»[10]
- 30 марта 2016 года на сессии Псковской городской Думы принято решение о присвоении имени Всеволода Смирнова новой улице в Пскове[11].

## Видео
«Золотой век псковской реставрации. Кто восстановил послевоенный Псков?» // ГражданинЪ TV. 16 декабря 2022.